# Palugaswewa Division
Palugaswewa Division är en division i Sri Lanka.   Den ligger i distriktet Anuradhapura District och provinsen Norra Centralprovinsen, i den centrala delen av landet, 160 km nordost om huvudstaden Colombo. Antalet invånare är 15 557.